# Arella
Arella Roth, nella letteratura fumettistica, è il nome con cui è comunemente nota Angela Roth, la pacifica madre della supereroina Raven dei fumetti Teen Titans e della serie animata Teen Titans. Fu la moglie del demone Trigon, che la sedusse in forma umana al fine di creare qualcuno che sarebbe stato più tardi il suo portale per la Terra.

## Biografia del personaggio
Nata a Gotham City, Angela Roth era un'adolescente depressa e senza scopi che si innamorò di alcuni occultisti che la spinsero a partecipare ad una cerimonia segreta per convocare Trigon, che stava per manifestarsi nel piano terrestre. Anche se lei sapeva che Trigon era un demone per origine, credeva che la sua forma umana fosse autentica. Quando realizzò la vera forma del demone però, era troppo tardi, così fu violentata. Dopo che rimase incinta, Arella tentò di suicidarsi con delle pillole in un vicolo abbandonato. Invece di morire, tuttavia, fu portata al Tempio di Azarath, che si trova tra le due dimensioni. Fu qui che le fu insegnato il pacifismo e le fu cambiato il nome in Arella (che in Azarathiano significava Angelo Messaggero).
Subito dopo aver dato Raven alla luce, Arella smise di occuparsi di lei, delegandole le cure ad Azar, l'alta sacerdotessa. Col tempo le fece visita raramente, ma tornò ad occuparsi di Raven quando Azar morì, più o meno quando Raven aveva 10 anni.

## Raven e i Teen Titans
Quando Raven aveva 18 anni, lasciò Azarath per cercare aiuto negli eroi della Terra al fine di fermare l'invasione di Trigon. Tutto ciò diede vita ai Nuovi Teen Titans. Raven ritornò qualche volta ad Azarath, chiedendo aiuto anche a sua madre, ma Arella rifiutò e la rinviò sulla Terra. Quando Raven fu fatta prigioniera da Trigon, Arella decise di lasciare Azarath per aiutare i suoi compagni di squadra per liberarla. Poco dopo, Trigon fu esiliato in un'altra dimensione. Arella fu concorde nell'andare con lui, per fermarlo nel caso che avesse tentato di ritornare attraverso il portale.
Qualche tempo più tardi, Raven ottenne il controllo su suo padre. Arella fu trasportata ad Azarath, che fu subito distrutta dagli scagnozzi di Trigon. Lei fu tra i pochi sopravvissuti. Arella seguì i Teen Titans sulla Terra al fine di aiutarli nel loro combattimento contro Trigon. Rimase poi a guardare mentre Raven sconfiggeva suo padre e quindi svanì.
Arella viaggiò per il mondo, tentando di ritrovare sua figlia. Quando finalmente la trovò, furono entrambe prese come prigioniere dagli occultisti, sotto il controllo di Brother Blood. Dopo aver passato qualche tempo con sua figlia nella fortezza di Blood, furono liberate dai Titans.

## Teen Titans (serie animata)
Nella serie animata Teen Titans, Arella comparve brevemente nella puntata La profezia. Mentre meditava, Raven immaginò sé stessa ad Azarath, la sua dimensione, dove incontrò sua madre con intorno uno stormo di colombe. Raven la pregò di aiutarla a prevenire che una profezia si avverasse, ma Arella (facendo eco a Slade, anche se in un tono più gentile), le disse che era una cosa impossibile, che il suo destino era scelto fin dalla nascita e che era un destino che lei avrebbe dovuto accettare, che le piacesse o no.
Si scoprì poi, che Azarath era già stata distrutta e che Arella poteva essere morta - anche se non era una notizia certa - dopo aver trasmesso a sua figlia telepaticamente le sue ultime parole.
Azarath e la sua gente furono resuscitate insieme alla Terra quando Trigon fu sconfitto. Nel n. 44 del fumetto Teen Titans Go!, si vide Raven ritornare ad Azarath ancora una volta, mentre la città veniva completamente ricostruita. Si fermò anche a visitare Arella e discusse con lei a proposito del perché adesso fosse libera di provare i sentimenti.